# Fernando Prats
Fernando Prats resideix i treballa a Barcelona des de 1990. Va cursar estudis de pintura a l'Escola Massana de Barcelona el 1993, i posteriorment es va llicenciar en Art a la Universitat de Xile (1996). Ha obtingut nombrosos reconeixements, com el premi especial Pilar Juncosa i Sotheby's (1994), la Beca d'honor President de la República del Govern de Xile (1997-2000) o la Beca Simon Guggenheim Memorial Foundation de Nova York (2006-2007).

## Obra destacada

### La influència de l'imaginari cristià
L'obra de Fernando Prats parteix tot sovint de la iconografia cristiana. Utilitza materials propis dels ritus religiosos com l'hòstia i el fum, explorant-ne la càrrega simbòlica i donant lloc a peces amb un fort sentit místic. Si bé hi ha nombrosos artistes contemporanis que han treballat la relació entre art i espiritualitat (Mark Rothko, Yves Klein, Anish Kapoor, Joseph Beuys…), en general han partit més del zen o la cultural oriental, o d'una revisió de determinats rituals pagans que no pas des de l'imaginari cristià occidental.
El treball de Prats es caracteritza per un caràcter sobri, pràcticament ascètic. Treballa a partir d'una estètica de mínims en la qual no hi ha cap element superflu o decoratiu. Així mateix es caracteritza per fer servir materials orgànics o efímers, escapant del que serien els materials nobles més comuns en la pràctica artística. En aquesta línia són destacables les peces Cripta (1996) Instal·lació que tractava l'Espai 13 com si es tractés d'un espai sagrat, l'Altar per a l'elevació (1997), una escultura d'una creu feta d'hòsties i Lloc de repòs (1999), una instal·lació de coixinets d'hòstia inflats amb humitat, aire i escalfor.

### Accions i expedicions
Així mateix, Prats ha realitzat obra de caràcter més performàtic caracteritzada per una forta connexió amb la natura, realitzant diverses rutes i expedicions. D'una banda, l'artista explora la part vivencial del contacte amb la natura; de l'altra, se centra en una lectura simbòlica i transcendental de les forces naturals, en la línia del caràcter místic d'autors com August Strindberg. En aquesta tessitura és interessant tenir en compte les següents accions:

#### Del Cardener a l'Antàrtida
És un projecte desenvolupat des de l'any 2001 al 2004 que es divideix en dues etapes: la primera inclou una sèrie d'accions: Cardener, Altum, Ir i Congelación. La segona es correspon amb un cicle d'exposicions desenvolupat a les ciutats de Colònia, Manresa i Santiago de Xile.

#### Gran Sur
Instal·lació que es va exposar a la 54a Biennal de Venècia el 2011. Es tracta d'un treball que pren registre de les restes de destrucció que deixà un terratrèmol a la zona Centre-Sud de Xile el febrer de 2007, així com de les cendres de l'erupció del volcà Chaitén. Consta d'un tercer element realitzat amb llums de neó que recrea l'anunci que va fer l'irlandès Ernest Shackelton el 1914 per reclutar exploradors per a un viatge a l'Antàrtida. L'expedició va naufragar. Això no obstant, varen ser rescatats al cap de dos anys per l'Armada de Xile.

## Exposicions

### Exposicions col·lectives
Petit Museu Provisional. Universitat Autònoma de Barcelona (Barcelona, 1992), És quan tanquem que mostrem el nostre homenatge. Galeria Berini, (Barcelona, 1993), Excursus any Miró. Galería Salvador Riera y Associació Art Barcelona (Barcelona, 1993), Centre d'estudis d'Art contemporani (Barcelona, 1995), Puente Aéreo III. Museo de Arte Moderno de Buenos Aires (MAMba) (Buenos Aires, 1996), Colección Testimonio. Fundació La Caixa (Barcelona, 1996), Pasaje de ida. Galería Antonio de Barnola (Barcelona, 1998), Chile 100 Años de Artes Visuales. Tercer Período (1973-2000) Transferencia y Densidad. Museo Nacional de Bellas Arte (Santiago de Chile, 2000), Mirada en Viaje. Centre d'Art Santa Mònica (CASM) (Barcelona, 2001), Tempus Fugit. Galería Llucià Homs (Barcelona, 2002), Transfi guració. Galeria Joan Prats–Artgràfic (Barcelona, 2002), Construir, habitar, pensar. Perspectivas del arte y la arquitectura contemporánea. Institut Valencià d'Art Modern (IVAM) (Valencia, 2008), El agua y sus sueños contemporáneos. Exposición Internacional Agua y Desarrollo Sostenible (Zaragoza, 2008), Ni pena ni miedo. Arte Chileno Contemporáneo. Galería Blanca Soto (Madrid, 2010), Ailleurs. Espace culturel Louis Vuitton (París, 2011), Olor, color, química, arte y pedagogía. Arts Santa Mònica (Barcelona, 2011), Voyage / Voyage. Un art contemporain déboussolé. Maison de l'America latine (Paris, 2012), Arco 2012. Galería Joan Prats (Madrid, 2012), Museo Extremeño e Iberoamericano de Arte Contemporáneo (Badajoz, 2012), 2012 Ni pena ni miedo. Arte Chileno Contemporáneo. MEIAC. (Santiago de Chile, 2012)

### Exposicions individuals
VII Premi de Pintura Miquel Casablanca,(Barcelona, 1992), Serie Exordio y crucifixión Centre Cívic Sant Andreu (Barcelona, 1993), Cripta, Cicle Pandemònium. Espai 13, Fundació Joan Miró (Barcelona, 1996), Anástasis. Espacio Eclesial Iglesia de la Providencia, (Santiago de Chile, 1997), Synaisthesis Substantiae. Galeria Joan Prats—Artgràfic (Barcelona, 1999), Deambulatoris, Catedral de Vic (Barcelona, 2000), Pathografías, Galería Animal (Santiago de Chile, 2001), Desahogo. Galería Joan Prats-Artgràfic (Barcelona, 2002), Pou de Llum. Centre Cultural El Casino, Manresa, Barcelona. Hacia el Polo Sur. Kunst-Station Sankt Peter Köln (Colonia, 2003), Del Cardener a la Antártida 2001-2004. Museo Nacional de Bellas Artes (Santiago de Chile, 2004), Affatus. Galeria Joan Prats-Artgràfic (Barcelona, 2005), Natura Naturans. Galería Álvaro Alcázar (Madrid, 2007), Gran Sur. Madrid Abierto. Casa de América (Madrid, 2008), Eclíptica. Galeria Joan Prats–Artgràfic (Barcelona, 2008), Subducción. Galería Tomas March (Valencia, 2009), Sismografía de Chile. Trienal de Arte Contemporáneo, Centro Cultural Matucana 100 (Santiago de Chile, 2009), Pintura–Timanfaya–Los Hervideros. Segunda Bienal de Canarias. Arquitectura, Arte y Paisaje (Las Palmas de Gran Canaaria, 2009), El naixement del món 1925-2011, Fundació Joan Miró (Barcelona,2011), Gran Sur. 54a Bienal de Venecia, Pabellón de Chile (Venecia, 2011) Gran Sur Centre Cultural Gabriela Mistral (GAM), (Santiago de Chile, 2011)